# Château de Santaméri
Le Château de Santaméri (grec moderne : Σανταμέρι) est un château situé sur la montagne de Skollís, près de la frontière entre l'Achaïe et l'Élide, dans le sud-ouest de la Grèce. C'était l'un des châteaux les plus puissants, contrôlant les champs d'Éléos et les cols de montagne vers Tritéa.
Il est construit en 1311 par le franc Nicolas de Saint-Omer, qui donne son nom au château. Dans les registres vénitiens, il est désigné sous le nom d'Edrólcamo (grec moderne : Εντρόλκαμο). À cette époque, Saint-Omer est seigneur de Thèbes.
Une grande ville se développe autour du château, qui compte 1500 maisons à son apogée. Les Byzantins ont essayé à plusieurs reprises d'assiéger le château mais sans succès. Selon la version aragonaise de la Chronique de Morée, les Byzantins ont perdu quinze cents hommes et cinq cents chevaux lors d'une grande bataille entre Byzantins et Navarrais, qui contrôlaient le château à cette époque.
En 1429, il est donné en dot au despote de Morée, Constantin Paléologue, de même que le château de Chlemoútsi, lors de son mariage avec Théodora Tocco, fille de Léonard II Tocco. Théodora meurt l'année suivante en accouchant et est enterrée à Santaméri. Après de nombreuses années, ses restes sont déplacés à Mistra. En 1460, les Ottomans capturent le château et nombre de ses habitants sont tués ou vendus comme esclaves.
Aujourd'hui, il ne reste que les murs du château et les ruines de nombreux bâtiments et d'une église byzantine. À l'extérieur du château se trouve le village de Patriní où se trouvait la tombe de Théodora Tocco.